# Lettrage de vinyle
Le lettrage de vinyle est devenu très populaire pour la décoration de véhicules de toutes sortes, ; les lettres et les logos qui étaient anciennement peints directement sur la carcasse et les vitres du véhicule peuvent maintenant être créés dans un vaste choix de couleurs et de teintes. Il est aussi utilisé sur les vitrines de magasins, sur les enseignes et sur les bannières commerciales. Autrefois, pour enlever le lettrage des véhicules ou des enseignes, on devait sabler, gratter ou décaper la peinture, ce qui causait des dommages considérables.